# Трюллікон
Трюллікон (нім. Trüllikon) — громада  в Швейцарії в кантоні Цюрих, округ Андельфінген.

## Географія
Громада розташована на відстані близько 125 км на північний схід від Берна, 32 км на північ від Цюриха.
Трюллікон має площу 9,6 км², з яких на 8,7% дозволяється будівництво (житлове та будівництво доріг), 61,7% використовуються в сільськогосподарських цілях, 29,3% зайнято лісами, 0,3% не є продуктивними (річки, льодовики або гори).

## Демографія
2019 року в громаді мешкало 1061 особа (+6,8% порівняно з 2010 роком), іноземців було 8,2%. Густота населення становила 111 осіб/км².
За віковим діапазоном населення розподілялося таким чином: 19,6% — особи молодші 20 років, 56,6% — особи у віці 20—64 років, 23,8% — особи у віці 65 років та старші. Було 467 помешкань (у середньому 2,3 особи в помешканні).
Із загальної кількості 309 працюючих 91 був зайнятий в первинному секторі, 89 — в обробній промисловості, 129 — в галузі послуг.